# Metro van İzmir
De metro van İzmir (Turks: İzmir Metrosu) is een klein metrostelsel in de stad İzmir, Turkije. De metro bestaat uit één lijn met een lengte van 14,4 kilometer, waaraan 12 stations gelegen zijn. De metro verbindt het oude centrum met enkele woonwijken in het oosten van de stad. Een rit vanuit het centrum naar Evka 3, het oostelijke eindpunt, duurt ongeveer 20 minuten. De kruisingsvrije sporen liggen deels ondergronds, voor een deel op maaiveldniveau en deels op een viaduct. Een consortium onder leiding van Adtranz was verantwoordelijk voor de aanleg, de lijn werd in augustus 2000 geopend. Er wordt gebouwd aan een verlenging in westelijke richting.

## Netwerk
Onderstaande tabel toont de metrostations van İzmir, op station Halkapinar kan overgestapt worden naar een voorstadslijn van vervoersbedrijf İZBAN en naar de treinen van de Turkse Staatsspoorwegen. Er is een uitbreiding van vijf stations in westelijke richting in aanbouw, vanaf station Üçyol met een lengte van 5,5 km. Vanaf het andere eindpunt van de lijn is ook een verlenging voorzien, waarvan de bouw deels gereed is gekomen. Naast deze verlengingen bestaan er uitbreidingsplannen voor twee korte vertakkingen (vanaf Halkapinar en Üçyol)